# Tettigoniidae
Le Tettigoniidi  (Tettigoniidae Krauss, 1902) sono una famiglia di insetti ortotteri del sottordine Ensifera, comprendente più di 6 400 specie. È la sola famiglia nella superfamiglia Tettigonioidea. Sono note anche come catididi, cavallette-verdi, cavallette-dalle-corna-lunghe o grilli dei cespugli, e sono imparentate più strettamente con i grilli (Ensifera) che con le cavallette. Molte tettigoniidi esibiscono capacità di mimetismo e camuffamento, comunemente con forme e colori simili alle foglie.

## Descrizione
La lunghezza delle loro antenne filamentose può superare quella del loro corpo.
I maschi delle tettigoniidi hanno organi che producono suoni mediante stridulazione situati sugli angoli posteriori delle loro ali frontali. In alcune specie anche le femmine sono capaci di stridulazione.

## Distribuzione e habitat
Questa famiglia è rappresentata in tutti i continenti eccetto l'Antartide, sia nei climi temperati (per esempio circa 250 specie in Nordamerica) sia in quelli caldi. Il maggior numero di specie si concentra nelle regioni tropicali ed equatoriali (p.es. circa 2000 specie in Amazzonia).
In Italia sono presenti circa 130 specie.

## Biologia
La dieta delle tettigoniidi include foglie, fiori, corteccia e semi, ma molte specie sono esclusivamente predatrici, nutrendosi di altri insetti, di lumache o addirittura di piccoli vertebrati come serpenti e lucertole. Alcune sono anche considerate flagelli dai coltivatori di colture su scala commerciale e sono irrorate con insetticidi per limitarne la crescita. I maschi procurano un dono nuziale per le femmine sotto forma di uno spermatoforo, un corpo nutritivo prodotto con l'eiaculazione maschile. Le uova delle tettigoniidi hanno una tipica forma ovale e sono deposte in file sulla pianta ospite.

## Tassonomia
Comprende le seguenti sottofamiglie:
- Acridoxeninae Zeuner, 1936
- Austrosaginae Rentz, D.C.F., 1993
- Bradyporinae Burmeister, 1838
- Conocephalinae Burmeister, 1838
- Hetrodinae Brunner von Wattenwyl, 1878
- Hexacentrinae Karny, 1925
- Lipotactinae Ingrisch, 1995
- Listroscelidinae Redtenbacher, 1891
- Meconematinae Burmeister, 1838
- Mecopodinae Walker, F., 1871
- Microtettigoniinae Rentz, D.C.F., 1979
- Phaneropterinae Burmeister, 1838
- Phasmodinae Caudell, 1912
- Phyllophorinae Stål, 1874
- Pseudophyllinae Burmeister, 1838
- Pseudotettigoniinae Sharov, 1962 †
- Saginae Brunner von Wattenwyl, 1878
- Tettigoniinae Krauss, 1902
- Tympanophorinae Brunner von Wattenwyl, 1893
- Zaprochilinae Handlirsch, 1925

### Alcune specie

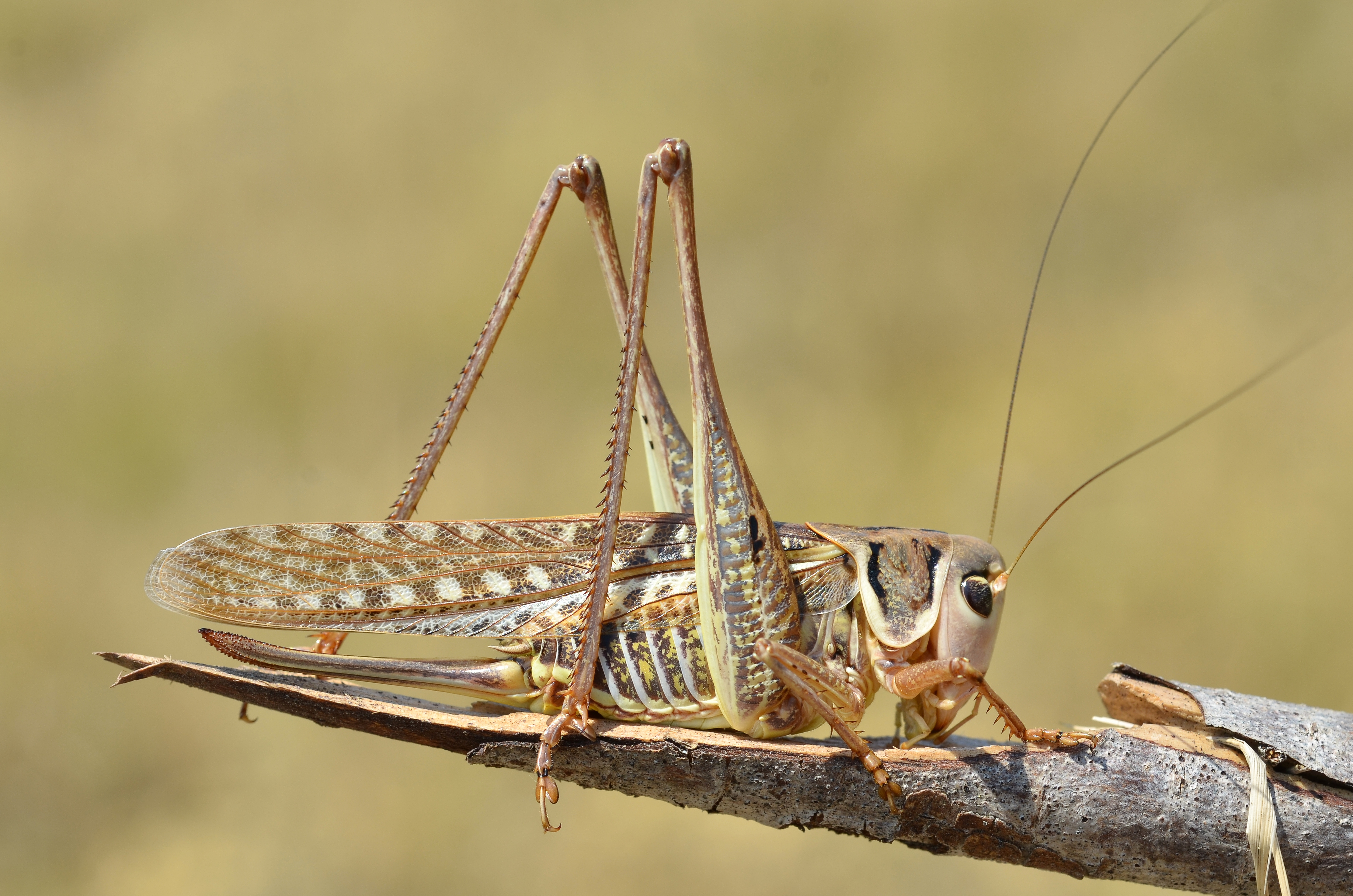
Femmina di Decticus albifrons
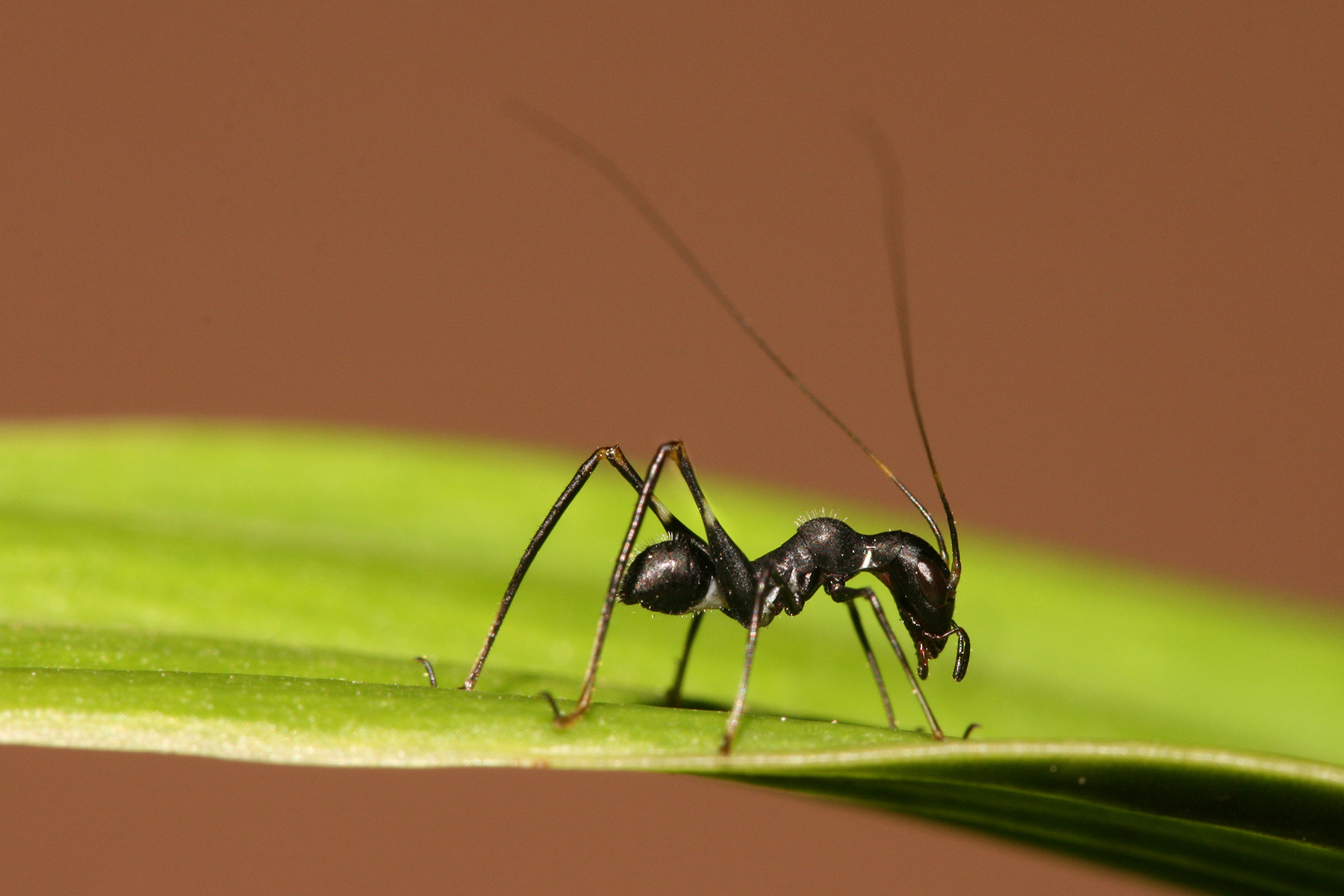
Ninfa di Macroxiphus sp.
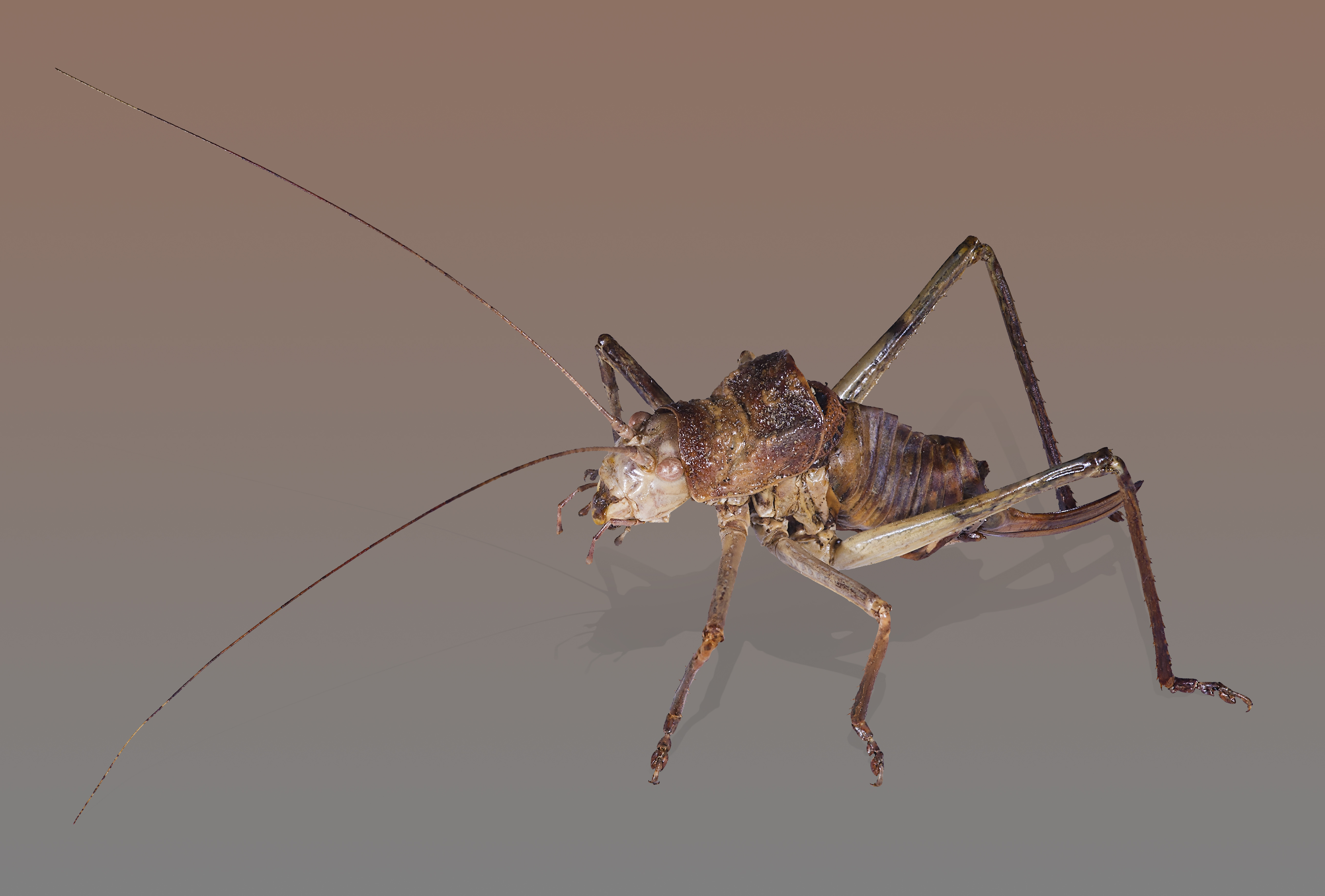
Femmina di Ephippiger provincialis
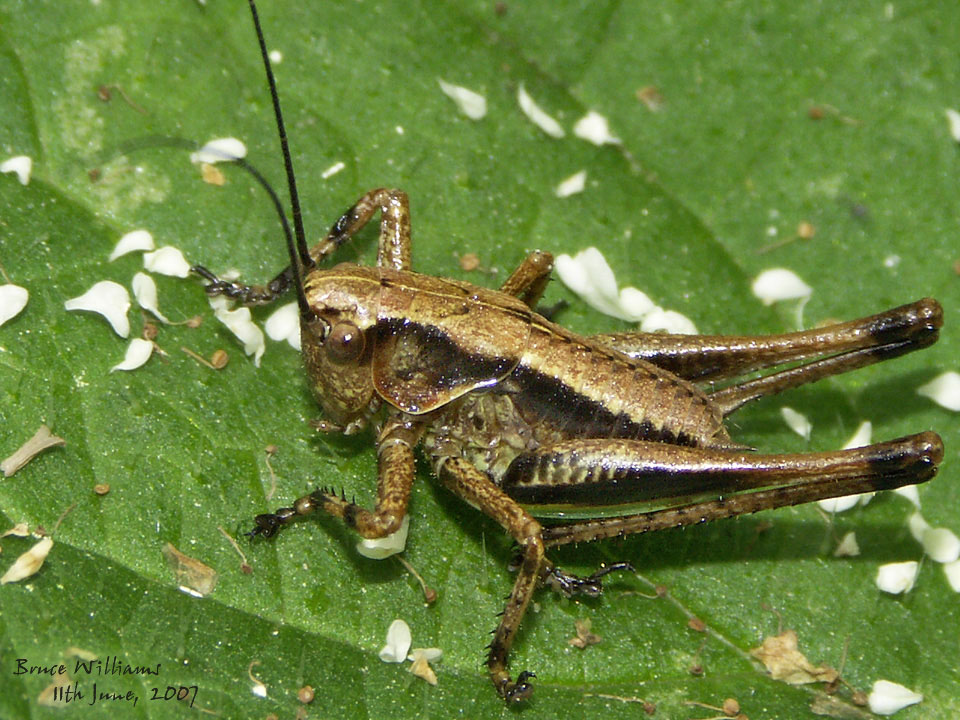
Ninfa di Pholidoptera griseoaptera
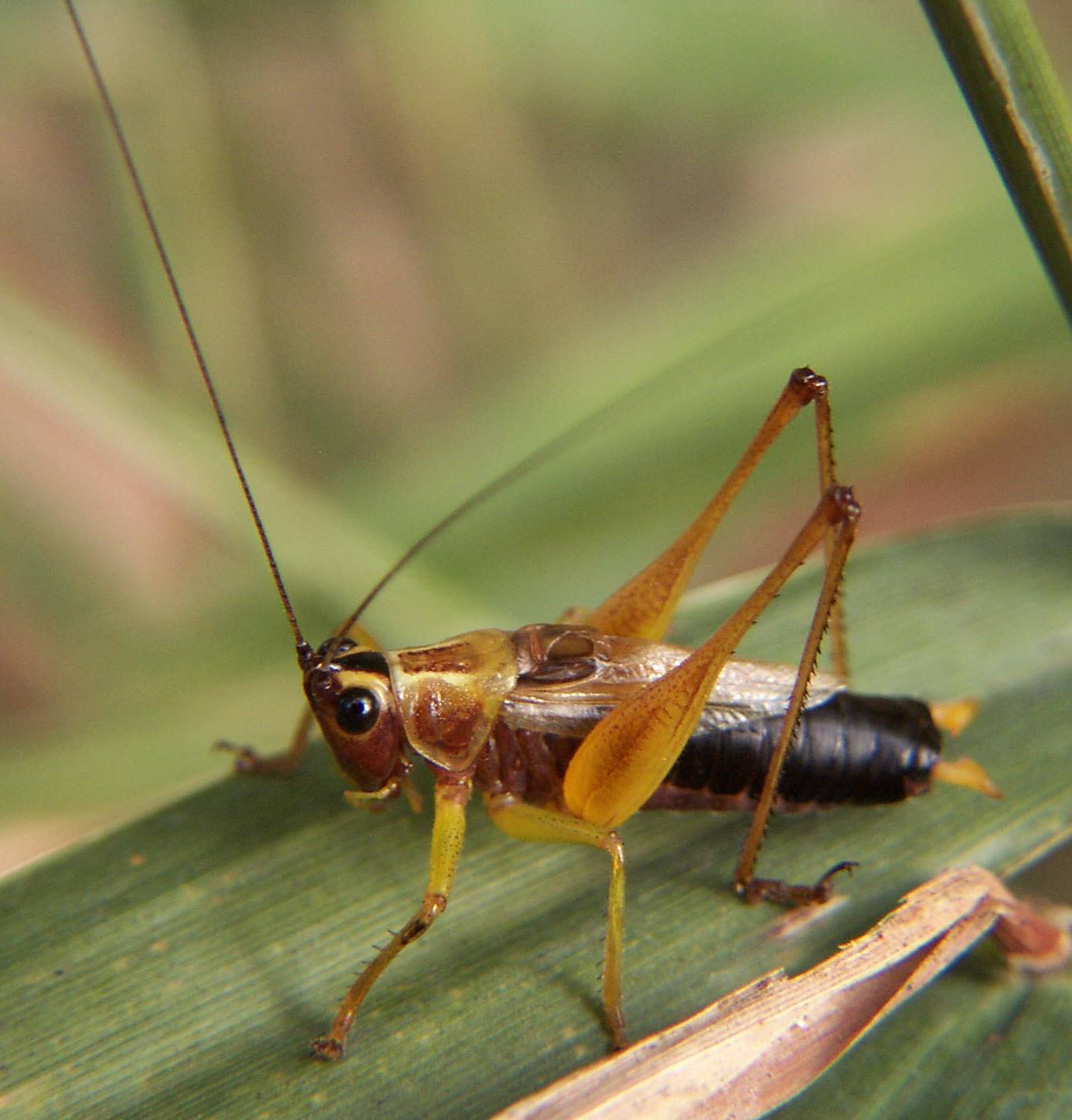
Conocephalus nigropleurum
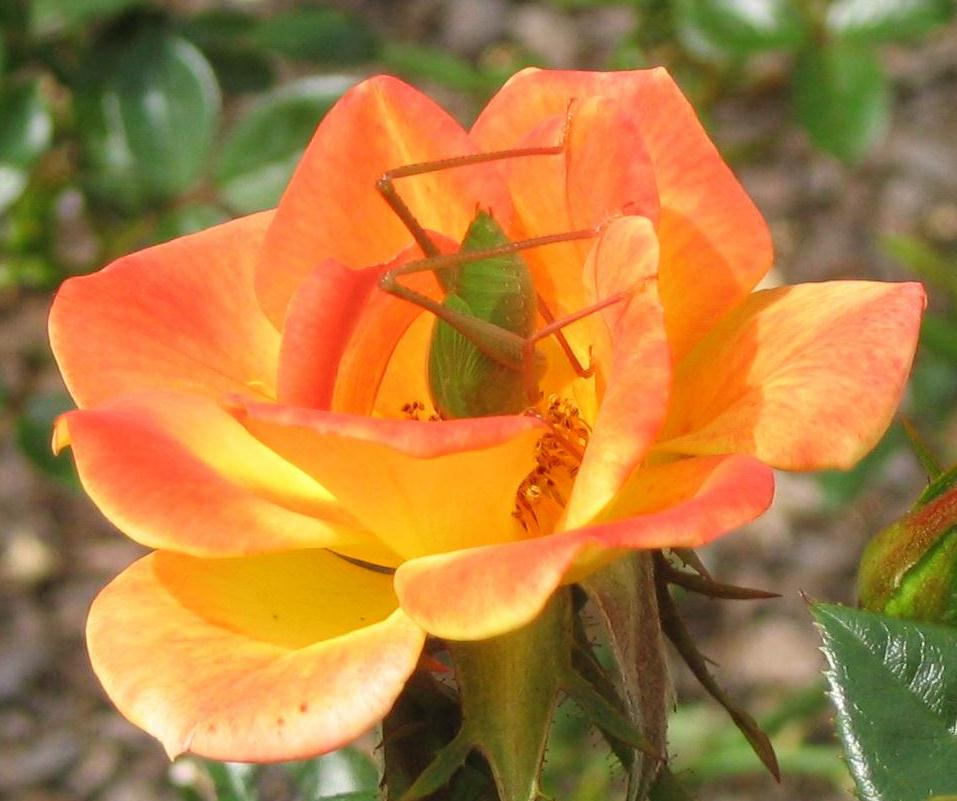
Giovane maschio di Caedicia simplex
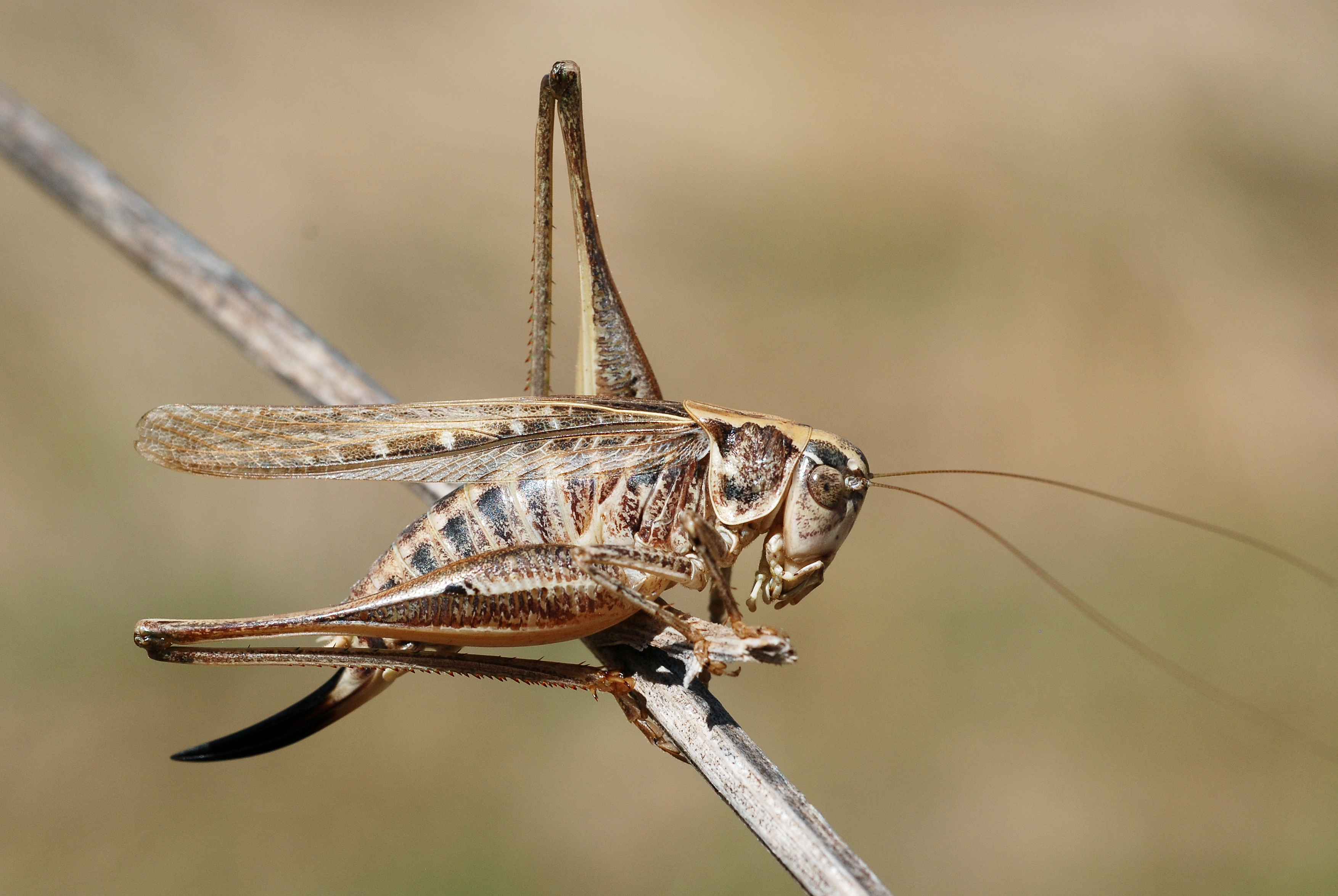
Femmina di Platycleis affinis
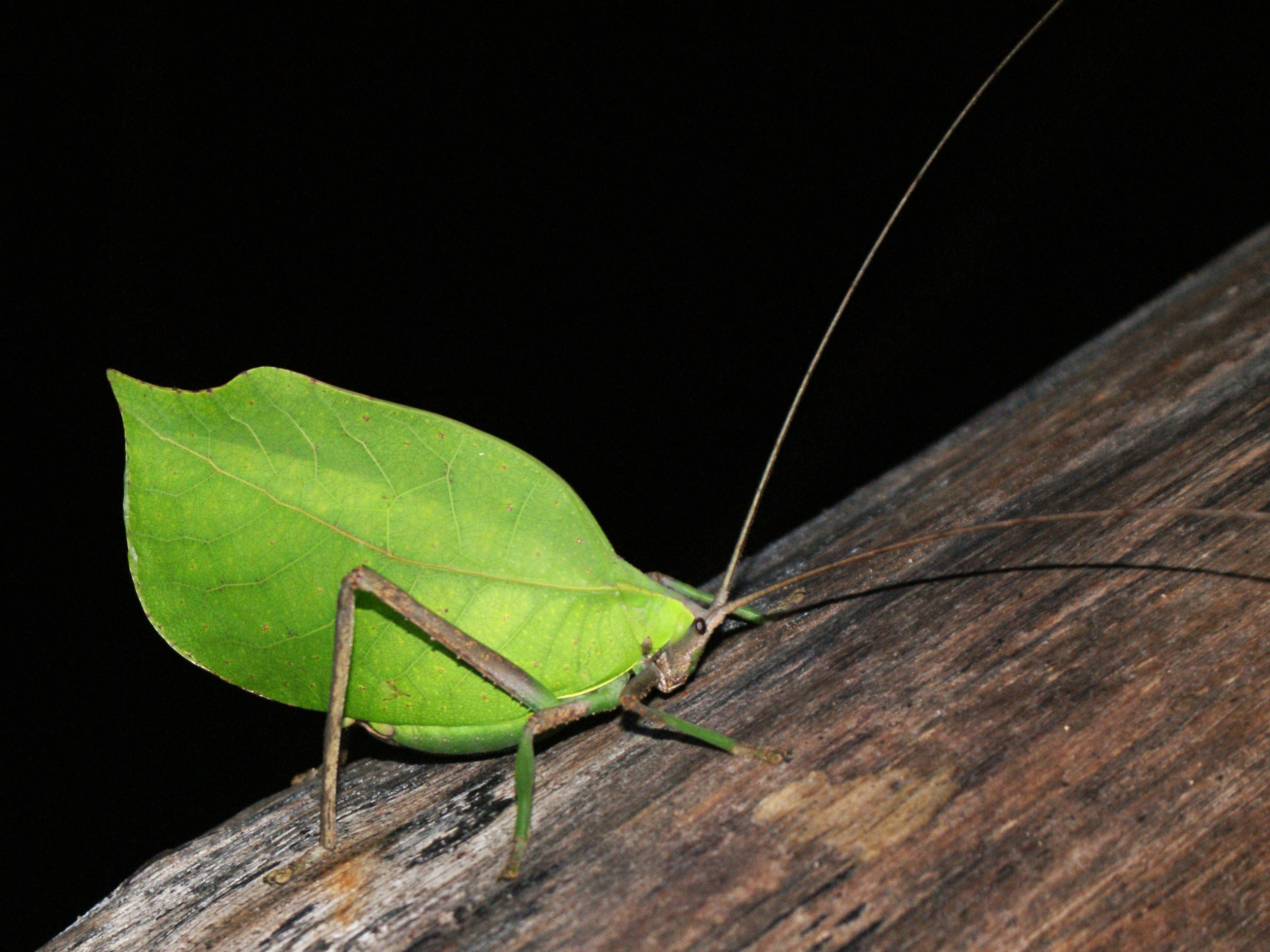
Cavalletta a foglia peruviana (Typophyllum erosum)
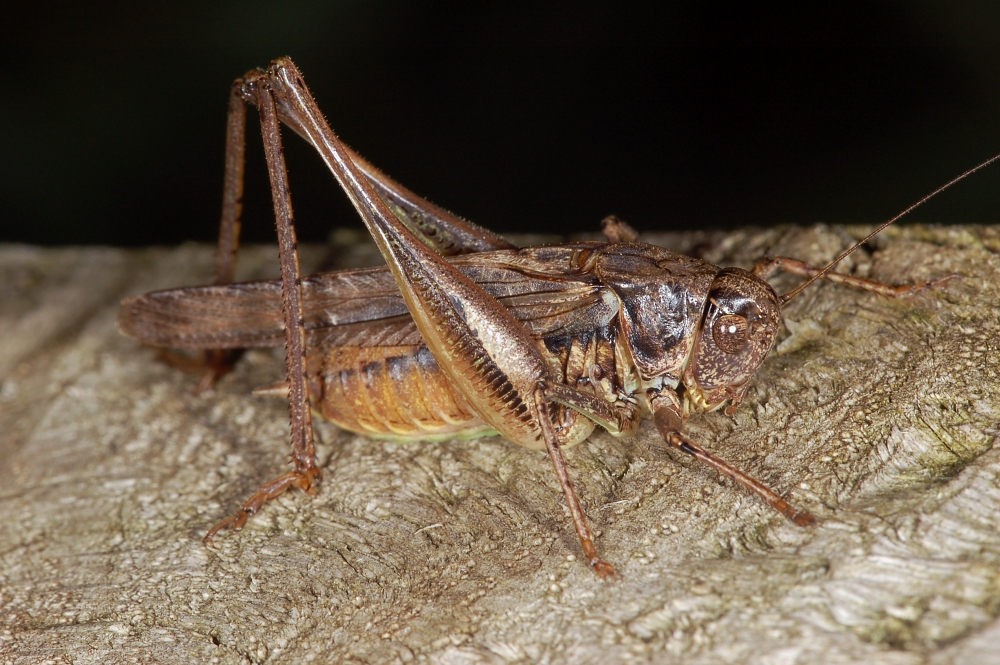
Tessellana tessellata
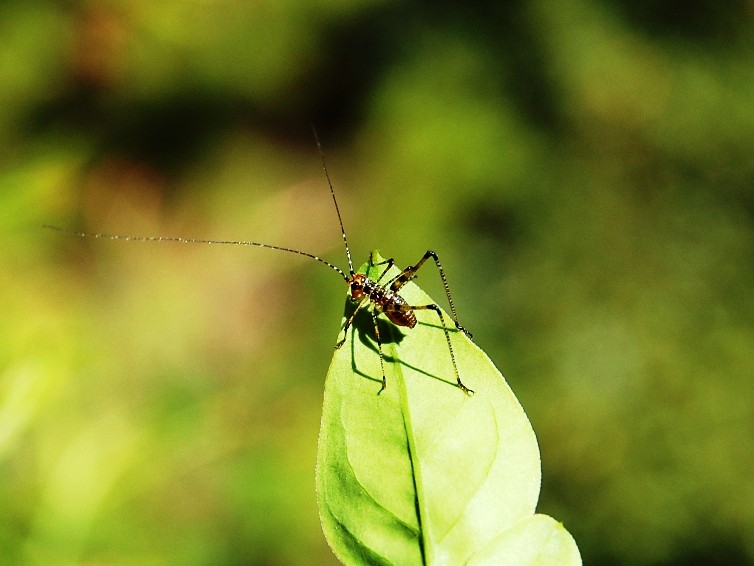
Neanide di Phaneroptera nana
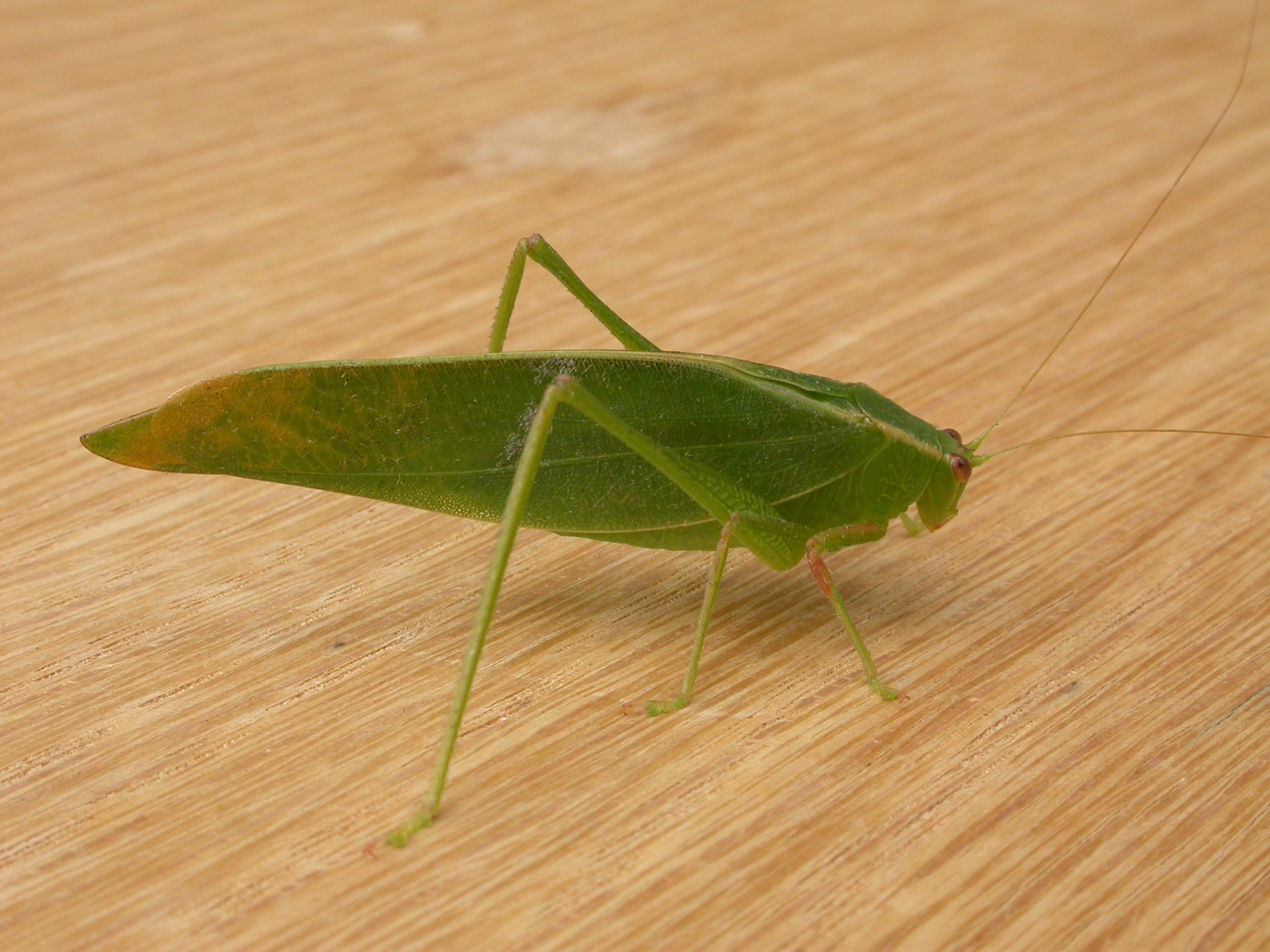
Torbia viridissima
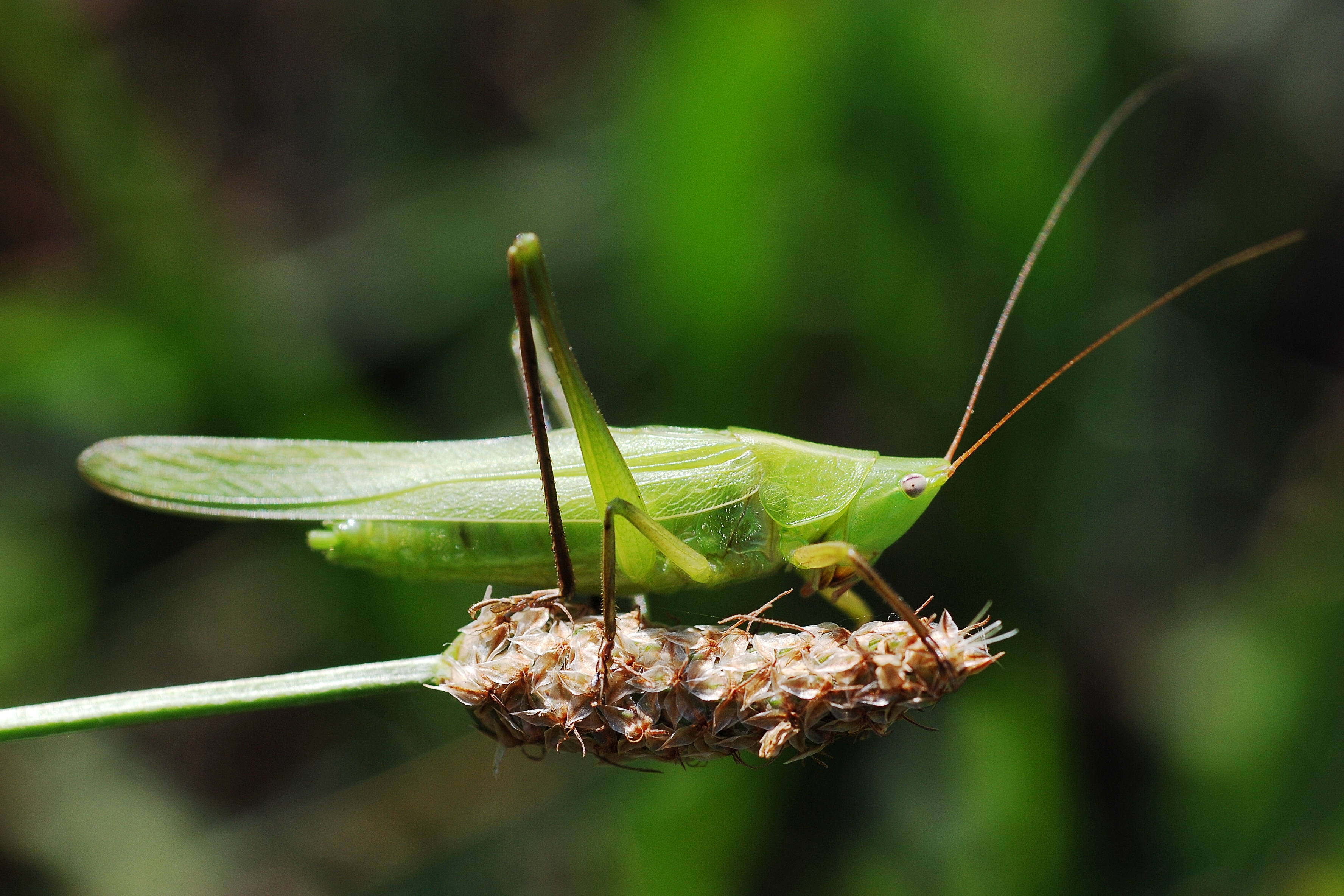
Maschio di conocefalo grosso (Ruspolia nitidula)